# Kultura ceramiki wielowałeczkowej
Kultura ceramiki wielowałeczkowej – kultura archeologiczna wczesnej epoki brązu. Jej nazwa pochodzi od nalepianych na naczynia wałków-listewek.

## Geneza
Kultura ta ukształtowała się w wyniku presji jakie wywierała kultura Sintašta-Arkaim na obszary europejskiego lasostepu znajdujące się dotąd w środowisku kultury grobów katakumbowych. W wyniku owej presji wykształciła się warstwa arystokracji plemiennej, używającej lekkich wozów o zaprzęgu konnym. 

## Chronologia i obszar występowania
Kultura ceramiki wielowałeczkowej przypada według lat kalibrowanych na okres 2100/2000–1750 p.n.e. Zajmowała ona tereny leśno-stepowe położone pomiędzy Donem a Prutem. Najwięcej stanowisk odkryto jednak na obszarze środkowego i dolnego dorzecza Dniepru, a także na Półwyspie Kerczeńskim. Znane jest także pojedyncze odkrycie grobu ciałopalnego wyposażonego w naczynie charakterystyczne dla omawianej jednostki taksonomicznej w południowo-wschodniej Białorusi.

## Gospodarka
Gospodarka początkowo była oparta na hodowli w typie pasterskim, jednak z czasem coraz większego znaczenia nabierało rolnictwo, a ponadto rozwinięte było także rybołówstwo. Wśród hodowanych zwierząt najwięcej było bydła rogatego, następnie owiec lub kóz, mniej zaś świń. Dużą rolę odgrywały również konie, których używano w zaprzęgach, a także do jazdy wierzchem. Na stanowiskach archeologicznych tej kultury znajdowano również sporo kości psów.

## Osadnictwo i budownictwo
Kultura ceramiki wielowałeczkowej znana jest głównie z osiedli. Charakterystyczne są wschodnie typy budownictwa, a bardzo duży wpływ na nie miała kultura Sintašta-Arkaim. Osady tej kultury były wykorzystywane przez stosunkowo krótki czas, chociaż w późniejszym okresie nastąpiła stabilizacja osadnictwa. Silnie umocnione grody obronne-twierdze odkryte zostały na stanowiskach w miejscowościach Livencovka i Karatajevo. W budownictwie występują jamy ziemiankowe oraz domy naziemne ze ścianami wylepionymi gliną.

## Obrządek pogrzebowy
Cmentarzyska kultury ceramiki wielowałeczkowej są rzadsze od osiedli. Wśród pochówków dominowały kurhany. Najczęściej wkopywano się w starsze, istniejące już kopce. Pod koniec trwania omawianej jednostki zaczęły pojawiać się także groby płaskie. Zmarłych chowano w pozycji skurczonej, zazwyczaj z ubogim wyposażeniem. W niektórych grobach występuje ochra.

## Inwentarz
Ceramika tej kultury charakteryzuje się występowaniem będących dla niej eponimem wielu równoległych poziomych wałków-listewek. Ponadto występował także ornament geometryczny oraz dołki palcowe na wałkach. Wyraźnie podkreślona była tektonika naczyń, których poszczególne części były często tworzone osobno. Charakterystyczna jest także domieszka piasku, kwarcu i muszli. 
W odlewnictwie i metalurgii charakterystyczna była typowa dla tych obszarów zależność od ośrodków północnokaukaskich. Rozwinięta była wytwórczość kamienna i krzemienna. W skład inwentarza stanowisk kultury ceramiki wielowałeczkowej wpisane są kamienne topory, krzemienne noże, skrobacze, ostrza sztyletów, groty strzał i zbrojniki do sierpów. Spotyka się także wyroby z kości i rogu, wśród nich typowe kościane pobocznice.

## Zanik
W XVIII wieku p.n.e. nastąpiła presja ugrupowań ze strefy uralsko-wołżańskiej, co doprowadziło do załamania się ośrodków północnokaukaskich i zepchnięcia w kierunku zachodnim ludności kultury ceramiki wielowałeczkowej, a to spowodowało jej kres. Nadejście nowej ludności nie było procesem pokojowym, o czym świadczą pozostałości tysięcy krzemiennych grocików w murach osad obronnych omawianej kultury. Na obszarach dotąd przez nią zajmowanych pojawiła się kultura grobów zrębowych.
Istnieją przypuszczenia iż wypierani przez ludność kultury grobów zrębowych twórcy kultury ceramiki wielowałeczkowej mogli przesunąć się na Bałkany mając wpływ na powstanie kultury mykeńskiej.